# 우유와 자장면
《우유와 자장면》(The Rennin Or Lenin)은 한국에서 제작된 최형락 감독의 2009년 영화이다. 박혁권 등이 주연으로 출연하였고 서인애 등이 제작에 참여하였다.

## 출연

### 주연
- 박혁권
- 오연아
- 박하영
- 오용
- 김소숙

## 기타
- 조명: 이동섭
- 녹음: 박혜진
- 음향: 박혜진
- 미술: 김미경